# Іван Сальвадор
Іван Сальвадор Еду (ісп. Iván Salvador Edú), також відомий як Ібан Еду (ісп. Iban Edú; 11 грудня 1995, Оспіталет, Іспанія) — іспанський та екваторіально-гвінейський футболіст, нападник клубу «Фуенлабрада» та національної збірної Екваторіальної Гвінеї.

## Клубна кар'єра
Вихованець футбольного клубу «Оспіталет». 29 серпня 2012 року дебютував за основний склад у матчі кубка Іспанії проти «Оріуели» (1:0). У сезоні 2013/14 він провів 26 матчів. Свій перший гол на дорослому рівні забив 10 листопада 2013 року у матчі проти «Прата» (5:0).
Незважаючи на свій юний вік, на нього звернула увагу «Валенсія». 4 серпня 2014 року він став гравцем «Валенсії Местальї», резервної команди клубу. 10 лютого 2016 року Ібан дебютував за основний склад у матчі проти «Барселони» (1:1) у півфіналі Кубка Іспанії. Він відіграв останні десять хвилин і отримав жовту картку. Цей матч так і залишився єдиним для нападника за основну команду «кажанів».
Влітку 2016 року підписав трирічний контракт із футбольним клубом «Реал Вальядолід», при цьому «Валенсія» зберегла за собою право викупити його назад. Втім і у цій команді Ібан основним гравцем не був, тому віддавався в оренду до клубів «УКАМ Мурсія» та «Культураль Леонеса», а 2019 року підписав трирічний контракт з «Сельтою», де теж виступав виключно за резервну команду.
5 липня 2019 року Сальвадор підписав дворічний контракт з «Фуенлабрадою».

## Кар'єра за збірну
Дід Сальвадора по матері — уродженець Екваторіальної Гвінеї. У зв'язку з цим Ібан вирішив здобути подвійне громадянство, щоб представляти збірну країни діда. У 2015 році Ібан був викликаний до збірної Екваторіальної Гвінеї для участі у Кубку африканських націй 2015 року, напередодні якого дебютував 7 січня цього ж року у товариському матчі проти збірної Кабо-Верде (1:1). На самому турнірі Ібан забив свій перший міжнародний гол у грі проти Габона (2:0) і посів з командою 4 місце.
Наступним великим турніром для Сальвадора став Кубок африканських націй 2021 року, відкладений через пандемію COVID-19 на початок 2022 року. У Камеруні він відіграв усі матчі і допоміг своїй команді вийти в чвертьфінал; У 1/8 фіналу проти Малі він реалізував свій удар в серії післяматчевих пенальті і допоміг команді пройти до наступного раунду, де у грі проти Сенегалу Екваторіальна Гвінея програла 1:3 і покинула турнір.